# ПДМ
ПДМ е бивш български информационен телевизионен канал. Стартира през 1996 г. Разпространявал се по кабел в град София. През 1997 г. каналът е закрит и е заменен от Телевизия Демо. След закриването на Демо честотите на ПДМ се ползват от ББТ и News7.